# مايكل ويليس
مايكل ويليس (بالإنجليزية: Michael Willis)‏ هو ممثل أمريكي، ولد في 4 أكتوبر 1949 في الولايات المتحدة.

## أعمال

### أفلام
- (1997) رجال ذوو بزات سوداء[7][8]

## وصلات خارجية
- مايكل ويليس على موقع IMDb (الإنجليزية)
- مايكل ويليس على موقع ألو سيني (الفرنسية)
- مايكل ويليس على موقع أول موفي (الإنجليزية)
- مايكل ويليس على موقع قاعدة بيانات الأفلام السويدية (السويدية)
- مايكل ويليس على موقع قاعدة بيانات الفيلم (الإنجليزية)
- مايكل ويليس على موقع كينوبويسك (الروسية)